# فيك ماكيني
فيك ماكيني (بالإنجليزية: Vic McKinney)‏ هو لاعب كرة قدم بريطاني في مركز نصف الجناح، ولد في 1945 في لورغان ‏ في المملكة المتحدة، وتوفي في 1987 في جنوب أفريقيا. لعب مع نادي فالكيرك.